# José Muñoz-Cortés
O irmão José Muñoz Cortés (tonsurado em privado com o nome Ambrósio, 13 de maio de 1948, Santiago, Chile - 30/31 de outubro de 1997, Atenas, Grécia) foi um monge ortodoxo e guardião de uma das reproduções reverenciadas da Panagia Portaitissa (Ícone de Iveron), em Montreal, Canadá. 

## Vida pessoal
Muñoz nasceu no Chile em uma piedosa família católica romana de ascendência majoritariamente espanhola, embora tivesse uma avó inglesa que era artista e de quem ele pode ter herdado seu talento artístico. Quando Muñoz tinha 12 anos, ele conheceu o arcebispo local Leontius (Filippovich) e, sob sua influência, Muñoz foi batizado na Igreja Ortodoxa Russa fora da Rússia dois anos depois, com o consentimento de sua mãe. 

## Morte

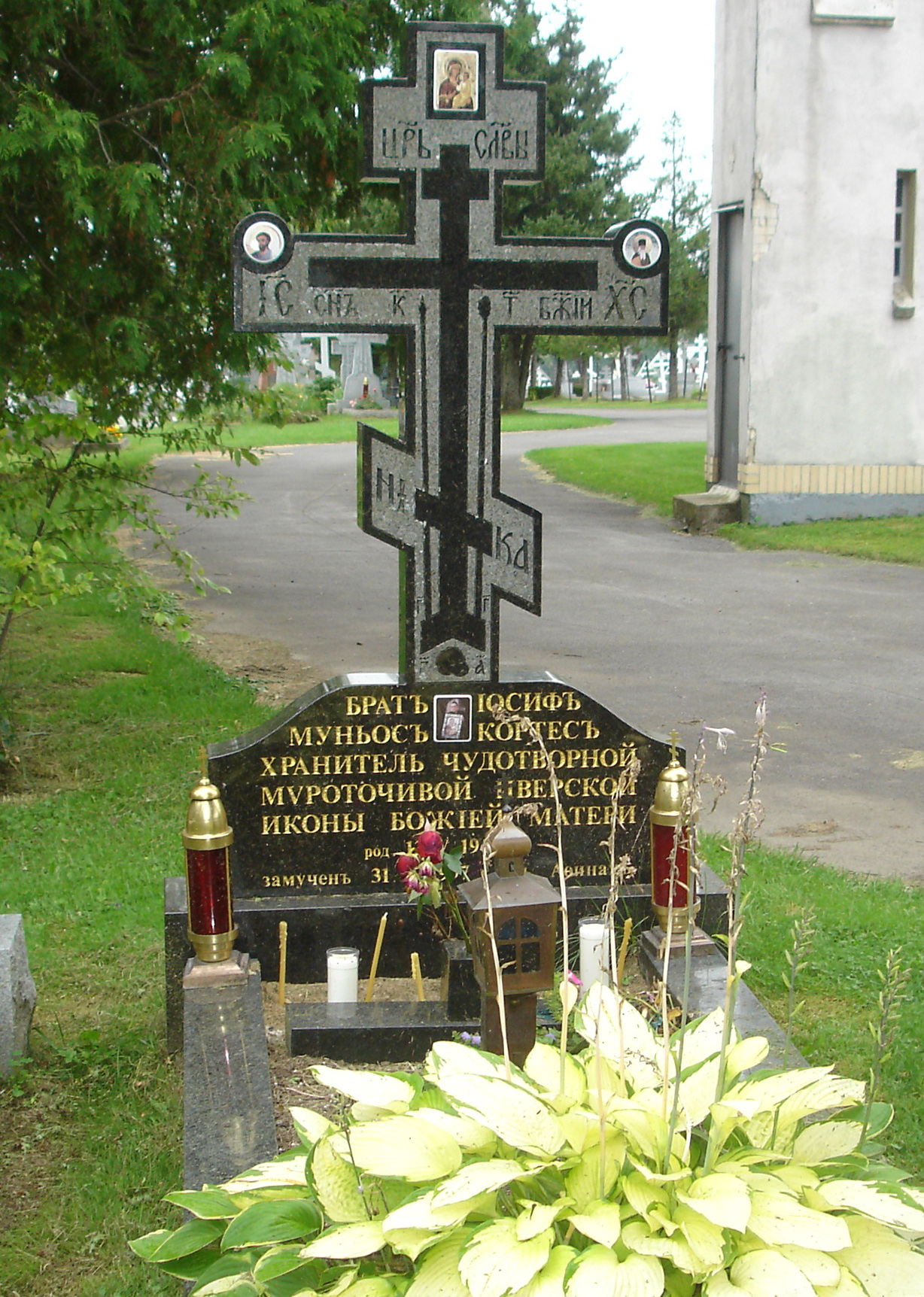
Túmulo de Muñoz no cemitério da Santíssima Trindade em Jordanville, Nova York

Em outubro de 1997, durante uma de suas viagens com o ícone de Iveron, Muñoz foi torturado e assassinado em um quarto de hotel em Atenas, Grécia, durante a noite de 30 ou 31 de outubro. O ícone foi roubado e não foi visto desde então. Muñoz havia planejado retornar ao Canadá no dia seguinte para comemorar o décimo quinto aniversário da aparição da mirra milagrosa no ícone.

### Consequências
Nicoulai Ciaru, um romeno, foi acusado do assassinato e compareceu ao tribunal em Atenas em 18 de novembro de 1998. O processo judicial prosseguiu até 23 de novembro, quando Ciaru foi absolvido, devido à falta de provas. 
O Irmão José, como é chamado, ainda não foi formalmente glorificado como santo pela Igreja. Porém, muitos milagres são atribuídos ao seu nome, incluindo ícones do próprio Irmão José que começaram a fluir mirra, assim como o Ícone de Iveron.

## Links externos
- José Muñoz-Cortes - O Eleito da Mãe de Deus: Coleção de Materiais e Testemunhos em Inglês
- Servo de Deus . Filme sobre o irmão Joseph Jose Muñoz. Ano de 2005 (em russo)
- Hermano José (Muñoz), Guardián del Icono Miróforo de Montreal (em espanhol)
- Irmão Joseph (José) Muñoz-Cortes. A biografia de um mártir
- https://web.archive.org/web/20081106075331/http://www.yalchicago.org/Portaitissa_Miracle_Icon.html
- http://www.orthodoxhawaii.org/icons.html
- http://www.annball.com/books/ofm7-2.shtml Arquivado em 2008-11-07 no Wayback Machine  </link>
- https://web.archive.org/web/20081206174857/http://www.stjohndc.org/Russo/munoz/e_official/e_9806e. HTML